# Serwiz
Serwiz A/S er en dansk facility management-virksomhed med hovedkvarter i Søborg. Virksomheden tilbyder en række forskellige serviceydelser indenfor kantine- og catering, rengøring og ejendomsservice. Serwiz har over 1.500 ansatte. I 2023 var årsomsætningen på 900 mio. kroner. Serwiz Plus A/S, det tidligere Alliance Plus, blev i 2022 opkøbt af Serwiz. Serwiz A/S ejes af flere privatpersoner, efter der i 2021 blev foretaget et management buy-out fra Sodexo, den største aktionær er Christian Villadsen Lunner.